# Gillian Anderson
Gillian Leigh Anderson (Chicago, 9 de agosto de 1968) es una actriz estadounidense. Sus créditos incluyen los papeles como la Agente especial del FBI, Dana Scully en la serie de televisión The X-Files, la desafortunada socialite Lily Bart en la película de Terence Davies, La casa de la alegría (2000), Stella Gibson en la serie de televisión de drama criminal de BBC, The Fall, la terapeuta sexual Jean Milburn en la comedia dramática de Netflix, Sex Education y la primera ministra británica Margaret Thatcher en la cuarta temporada de la serie dramática de Netflix, The Crown. Entre otros honores, ha ganado dos premios Primetime Emmy, dos Premios Globo de Oro,  cuatro Premios del Sindicato de Actores y un  Critics Choice Award.  
Su trabajo cinematográfico incluye los dramas The Mighty Celt (2005), El último rey de Escocia (2006), Agente doble (2012), Viceroy's House (2017) y dos películas de The X-Files: The X-Files: Fight the Future (1998) y The X-Files: I Want to Believe (2008). Otros créditos televisivos notables incluyen: Lady Dedlock en Bleak House (2005), Wallis Simpson en Any Human Heart (2010), Miss Havisham en Great Expectations (2011), Dra. Bedelia Du Maurier en Hannibal (2013-2015) y Media en American Gods (2017).
Aparte del cine y la televisión, Anderson ha subido al teatro y ha recibido premios y elogios de la crítica. Su trabajo teatral incluye Absent Friends (1991), por la que ganó un premio Theatre World a la mejor actriz revelación; A Doll's House (2009), por la que fue nominada a un premio Laurence Olivier, y una interpretación de Blanche DuBois en A Streetcar Named Desire (2014, 2016), ganando el premio Evening Standard Theatre a la mejor actriz y recibiendo una segunda nominación al Laurence Olivier a la Mejor Actriz. En el 2019 interpretó a Margo Channing en la producción teatral de All About Eve por la que recibió su tercera nominación al premio Laurence Olivier. Anderson es coautora de la trilogía de novelas The Earthend Saga y de la guía de autoayuda WE: A Manifesto for Women Everywhere.
Anderson ha apoyado a numerosas organizaciones benéficas y humanitarias. Es portavoz honoraria de Neurofibromatosis Network y cofundadora de South African Youth Education for Sustainability (SAYes). Fue nombrada Oficial honoraria de la Excelentísima Orden del Imperio Británico (OBE) en 2016 por sus servicios al teatro.

## Biografía

### Primeros años
Anderson nació en Chicago, Illinois. Hija de Rosemary Anderson, una analista en informática y que desde 1988 es presidenta de una fundación de neurofibromatosis, y de Edward Anderson, quien dirigió una compañía de posproducción de películas. Su padre tiene ascendencia inglesa y su madre ascendencia irlandesa y alemana. Tiene dos hermanos menores, Aaron, que falleció a los treinta años y que padeció un trastorno genético llamado neurofibromatosis quística y progresiva, y una hermana llamada Zoe, que apareció en un capítulo de la quinta temporada de The X-Files titulado Christmas Carol en el que interpretó a Dana Scully adolescente.
Poco después de su nacimiento, su familia se estableció quince meses en Puerto Rico, luego se trasladó a Reino Unido, donde vivió hasta los once años de edad. Durante ese periodo residió cinco años en Rosebery Gardens, en Crouch End, Londres, y quince meses en Albany Road, Stroud Green, Londres, para que así su padre pudiese estudiar una carrera relacionada al cine en London Film School. En esta etapa realizó sus estudios de escuela primaria en Coleridge Primary School. A los once años de edad, su familia se trasladó nuevamente, esta vez a Grand Rapids, Míchigan. Allí asistió en principio a Fountain Elementary y posteriormente a City High-Middle School, una escuela de alto rendimiento para estudiantes superdotados, con un programa de estudios con fuerte énfasis en Humanidades, donde se graduó en 1986.
Anderson domina dos dialectos del mismo idioma, el inglés británico y el inglés estadounidense, al igual que los actores Linda Thorson y John Barrowman. Cuando su familia se estableció en Míchigan sufrió burlas en la escuela debido a su marcado acento británico y se sintió fuera de lugar, posteriormente adoptó la forma de hablar de la gente del Medio Oeste de Estados Unidos. El acento que emplea varía del lugar en el que se encuentra, de hecho en una entrevista con Jay Leno habló con acento estadounidense, pero en una entrevista con Michael Parkinson empleó el acento británico.
Aunque en principio tenía interés por seguir una carrera en biología marina, la actuación le llamó la atención y durante sus años en la preparatoria participó en varias producciones teatrales del colegio, también colaboró en un teatro comunitario y realizó prácticas en Grand Rapids Civic Theatre & School of Theatre Arts. Tras su graduación en el colegio en 1986, ingresó en la facultad de teatro de la Universidad DePaul en Chicago y en 1990 obtuvo la Licenciatura en Bellas Artes. Asimismo participó en un programa de verano en el Royal National Theatre de Reino Unido impulsado por la Universidad Cornell.

### Carrera
Con 22 años, Anderson se mudó a Nueva York. Para mantenerse trabajó como camarera. Más adelante actuó en la obra de teatro Absent Friends en Manhattan, que le hizo ganar el premio Mundial de Teatro como "Artista revelación" en 1991. También trabajó en la película The Turning.
En 1992 se mudó a Los Ángeles. Irrumpió en la televisión convencional en una aparición como invitada en el drama colegial, Class of '96 de la cadena Fox, que la volvería a llamar para el casting piloto de The X-Files. Con 24 años, a Anderson se la consideró demasiado joven para el personaje y, en un principio, tuvo que aparentar tener más edad para obtener el papel. Por otro lado, los directivos de la cadena Fox no estaban convencidos con el perfil de Anderson para el personaje, pero el creador de la serie Chris Carter, tan pronto la vio, quiso que fuese la protagonista de la serie.
Finalmente, Gillian Anderson consiguió el papel para 13 episodios que, debido al éxito, se ampliaron a nuevas temporadas. Las cinco primeras temporadas se filmaron en Vancouver, Canadá y las otras cuatro en Los Ángeles. Cada capítulo se filmaba como una película y la serie estrenó también dos películas: una en 1998 llamada The X-Files: Fight the Future y la segunda The X-Files: I Want to Believe en el 2008.
Anderson ganó varios premios por su interpretación de la agente especial Dana Scully, incluyendo un premio Emmy, un Globo de Oro y dos Screen Actors Guild en dos años seguidos como Mejor Actriz en una serie dramática.
En 1996, su fama televisiva le llevó a narrar una serie documental para BBC, titulada Future Fantastic. Al margen de su famoso personaje, también probó suerte en el cine con varios filmes.
En 1997 trabajó en la película independiente Chicago Cab; en 1998 protagonizó la cinta Jugando con el corazón junto a Sean Connery, Angelina Jolie, Ellen Burstyn y Anthony Edwards. También trabajó en la cinta The Mighty junto a Sharon Stone; en 1999 prestó su voz a Moro, uno de los personajes centrales en la cinta animada La princesa Mononoke; también participó en la obra de Eve Ensler, Los monólogos de la vagina.
De nuevo protagonizó en el 2000 la película The House of Mirth junto a Eric Stoltz, una adaptación de Edith Wharton del director Terence Davies, donde ganó premios como el National Society of Film en la categoría crítica a la mejor actriz; también el British Independent Film Award a la mejor actriz y el Village Voice Film Poll a la mejor actuación protagónica. En 2005 trabajó en más cintas como The Mighty Celt, A Cock and Bull Story y la miniserie Bleak House por la que le valió dos nominaciones una para el Emmy y la otra para un Globo de Oro, en 2006 El último rey de Escocia junto a James McAvoy y Straightheads con Danny Dyer en 2007.
Gillian Anderson estuvo nominada a la Mejor Actriz en los Premios Laurence Olivier 2010, por su interpretación de Nora en la obra A Doll's House. En abril de 2011 actuó en la adaptación de la BBC, The Crimson Petal and the White como la señora Castaway. También interpretó a Pamela Thornton en la comedia Johnny English Reborn y Miss Havisham en una adaptación de tres partes de BBC, Great Expectations que se emitió a finales de diciembre de 2011.
El 3 de febrero de 2012, se daba la noticia de que Anderson había sido elegida para el papel principal de la nueva serie dramática de BBC, The Fall. Ese mismo año recibió el premio a la "Excelencia Artística" en el festival Roma Fiction. Ha trabajando también en la serie Hannibal, interpretando a la Dra. Bedelia Du Maurier, psicoterapeuta de Hannibal Lecter. En marzo de 2014 tomó el papel protagonista en la serie de la NBC, Crisis. Desde 2019, interpreta a Jean Milburn, la madre sexóloga de Otis (Asa Butterfield), en la serie Sex Education. También en 2020, interpretó a Margaret Thatcher en la cuarta temporada de The Crown junto a Olivia Colman (reina Elisabeth II) y Emma Corrin (Diana). Por el cual fue mayoritariamente elogiada, descrita por el biógrafo personal de la primera minista como “Única Thatcher convincente”.
El 22 de febrero de 2021, se anunció que Anderson sería Eleanor Roosevelt en la serie The First Lady creada por Aaron Cooley, que coprotagonizará junto a Viola Davis (que interpretará a Michelle Obama) y Michelle Pfeiffer (que interpretará a Betty Ford).

### Vida privada

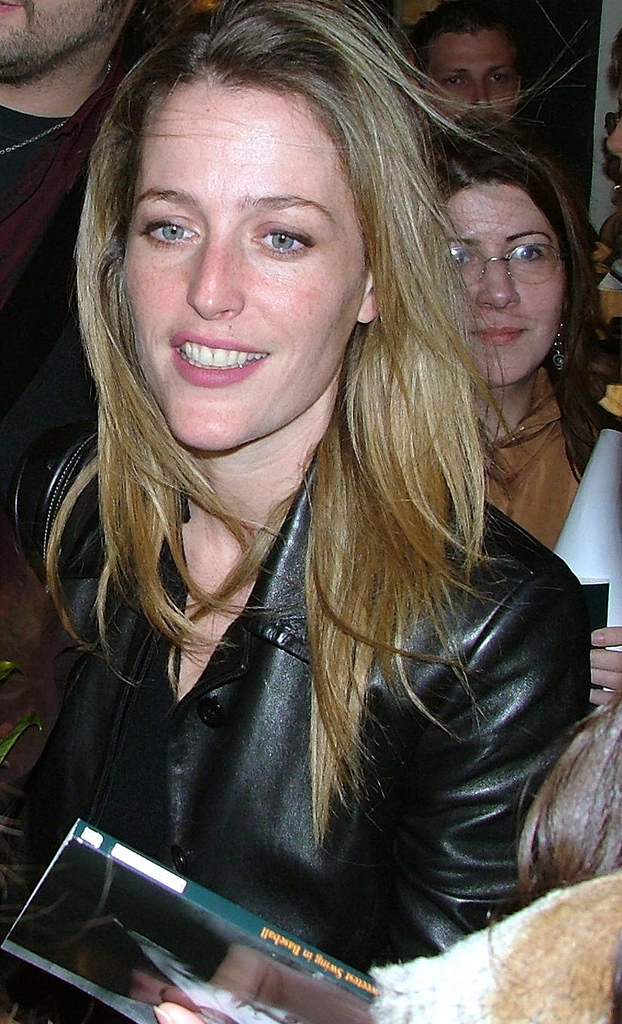
Gillian Anderson, durante su participación en la obra The Sweetest Swing in Baseball, en 2004.

Durante la grabación de la primera temporada de The X-Files, Anderson comenzó una relación con uno de los directores artísticos de la serie, Clyde Klotz, con quien se casó el 1 de enero de 1994, en una ceremonia oficiada por un sacerdote budista en Hawái. Al poco tiempo de casarse, se quedó embarazada, lo cual supuso un problema, puesto que este aspecto no podía ser incluido dentro de la trama de The X-Files. En un principio los guionistas consideraron que esto era lo peor que les podía acontecer, pero gracias a esta situación crearon el arco argumental más importante de la serie, la abducción de Scully.
La primera hija de Anderson, Piper Maru, nació el 25 de septiembre de 1994. En su honor, el creador de la serie The X-Files, Chris Carter, y también padrino de la niña, tituló a uno de los capítulos de la serie con su nombre. Anderson se tatuó en el abdomen la letra inicial del nombre de su hija y tiene una frase en sánscrito hindi en su muñeca con la frase "todos los días".
En 1996, la revista FHM eligió a Gillian Anderson como la "mujer más sexy del mundo". En 1997 fue elegida como una de las "50 personas más bellas del mundo" por la revista People. En 2008, FHM volvió a nombrarla como una de las "100 mujeres más sexys del año".
Se divorció de Clyde Klotz en 1997, acordando la custodia compartida de su hija. El 29 de diciembre de 2004 en Kenia, se casó en segundas nupcias con el periodista Julian Ozanne. En abril de 2006 Anderson se separó de Ozanne.
En julio de 2006 anunció que estaba embarazada de su segundo hijo del empresario Mark Griffiths. El 1 de noviembre de 2006, en Londres, Anderson dio a luz a Oscar, su segundo hijo. Poco después de terminar el rodaje de la secuela de la película de The X-Files: I Want to Believe, la actriz anunció un nuevo embarazo. su tercer hijo y el segundo con Mark Griffiths, el cual nació el 15 de octubre de 2008 con el nombre de Félix.
Anderson participa como portavoz de la NF, asociación del Reino Unido para la prevención de la neurofibromatosis, a la que apoya por haber tenido un hermano afectado por esta enfermedad y conocer de cerca el problema. Además, es miembro de la junta directiva de los "Artistas para una nueva Sudáfrica", y activista de ACTSA, "Acción para África del Sur". Anderson es también miembro activo de PETA, y apoya los derechos de los animales. En febrero de 2011, participó como narradora en un cortometraje sobre material de archivo reciente sobre un pueblo indígena aislado. También forma parte de un grupo de artistas internacionales (entre ellos, Colin Firth, impulsor del proyecto, Oona Chaplin, Natalia Tena y Vivienne Westwood) que apoyan la campaña de Survival International para salvar a una de las naciones indígenas más amenazadas del mundo, los awás de Brasil.
El 7 de agosto de 2012 Anderson anunció el término de su relación de seis años con Mark Griffiths.
Anderson reside con sus tres hijos en Londres, donde ha vivido desde 2002. En el verano de 2016 inició una relación con el guionista y dramaturgo Peter Morgan que finalizó en diciembre de 2020, sin embargo, a comienzos de 2021 retomaron la relación.

## Filmografía

### Cine
| Año  | Título                                      | Rol                                | Notes                           |
| ---- | ------------------------------------------- | ---------------------------------- | ------------------------------- |
| 1986 | Three at Once                               | Mujer 1                            | Cortometraje                    |
| 1988 | A Matter of Choice                          | Mujer joven embarazada             | Cortometraje                    |
| 1992 | The Turning                                 | April Cavanaugh                    |                                 |
| 1997 | Chicago Cab                                 | Chica del lado sur / Brenda        |                                 |
| 1998 | The X-Files: Fight the Future               | Agente espcial del FBI Dana Scully |                                 |
| 1998 | The Mighty                                  | Loretta Lee                        |                                 |
| 1998 | Jugando con el corazón                      | Meredith                           |                                 |
| 1999 | La princesa Mononoke                        | Moro (voz)                         | Doblaje al inglés               |
| 2000 | La casa de la alegría                       | Lily Bart                          |                                 |
| 2005 | The Mighty Celt                             | Kate Morrison                      |                                 |
| 2005 | A Cock and Bull Story                       | Ella misma / Viuda Wadman          |                                 |
| 2006 | El último rey de Escocia                    | Sarah Merrit                       |                                 |
| 2007 | Straightheads                               | Alice Comfort                      |                                 |
| 2008 | The X-Files: I Want to Believe              | Dana Scully                        |                                 |
| 2008 | How to Lose Friends & Alienate People       | Eleanor Johnson                    |                                 |
| 2009 | Boogie Woogie                               | Jean Maclestone                    |                                 |
| 2010 | No Pressure                                 | Ella misma                         | Cortometraje                    |
| 2011 | Johnny English Reborn                       | Pamela "Pegasus" Thornton          |                                 |
| 2012 | Sister                                      | Kristin Jansen                     |                                 |
| 2012 | Agente doble                                | Kate Fletcher                      |                                 |
| 2012 | Room on the Broom                           | Bruja (voz)                        | Cortometraje                    |
| 2013 | Mr. Morgan's Last Love                      | Karen Morgan                       |                                 |
| 2013 | La colina de las amapolas                   | Dra. Miki Hokuto (voz)             | Doblaje al inglés               |
| 2013 | I'll Follow You Down                        | Marika Whyte                       |                                 |
| 2014 | Sold                                        | Sophia                             |                                 |
| 2014 | Robot Overlords                             | Kate Flynn                         |                                 |
| 2014 | The Departure                               | Blanche Dubois                     | Cortometraje; también directora |
| 2017 | Viceroy's House                             | Edwina Ashley                      |                                 |
| 2017 | The Artist's Garden: American Impressionism | Narradora (voz)                    | Documental                      |
| 2017 | Crooked House                               | Magda West                         |                                 |
| 2018 | The Spy Who Dumped Me                       | Wendy                              |                                 |
| 2018 | UFO                                         | Profesora Rebecca Hendricks        |                                 |
| 2018 | This Changes Everything                     | Ella misma                         | Documental                      |
| 2020 | The Sunlit Night                            | Olyana Gregoriov                   |                                 |
| 2022 | Los crímenes de la academia                 | Julia Marquis                      |                                 |
| 2023 | White Bird                                  | Vivienne Beaumier                  |                                 |
| 2024 | La gran exclusiva                           | Emily Maitlis                      | Netflix                         |

### Televisión
| Año                  | Título                          | Rol                                 | Notas                                                       |
| -------------------- | ------------------------------- | ----------------------------------- | ----------------------------------------------------------- |
| 1993                 | Class of '96                    | Rachel                              | Episodio: «The Accused»                                     |
| 1993–2002; 2016–2018 | The X-Files                     | Agente especial del FBI Dana Scully | 213 episodios También escritora y directora de «all things» |
| 1995                 | Eek! El Gato                    | Agente Scully (voz)                 | Episodio: «Eek Space 9»                                     |
| 1996                 | ReBoot                          | Data Nully (voz)                    | Episodio: «Trust No One»                                    |
| 1996                 | Why Planes Go Down              | Narradora (voz)                     | Documental                                                  |
| 1996                 | Spies Above                     | Narradora (voz)                     | Documental                                                  |
| 1996                 | Future Fantastic                | Narradora (voz)                     | 9 episodios                                                 |
| 1996–2002            | Hollywood Squares               | Ella misma                          | 5 episodios                                                 |
| 1997                 | Los Simpsons                    | Agente Scully (voz)                 | Episodio:«The Springfield Files»                            |
| 1999                 | Frasier                         | Jenny (voz)                         | Episodio: «Dra. Nora»                                       |
| 1999                 | Harsh Realm                     | Narradora (voz)                     | No acreditada Episodio: «Pilot»                             |
| 2005                 | Bleak House                     | Lady Honoria Dedlock                | 14 episodios                                                |
| 2007                 | Robbie the Reindeer             | Reina Vorkana (voz)                 | Episodio: «Close Encounters of the Herd Kind»               |
| 2008                 | Masterpiece                     | Ella misma                          | Episodio: «Sense and Sensibility»                           |
| 2010                 | Any Human Heart                 | Wallis, duquesa de Windsor          | 3 episodios                                                 |
| 2011                 | The Crimson Petal and the White | Sra. Castaway                       | 2 episodios                                                 |
| 2011                 | Moby Dick                       | Elizabeth                           | 2 episodios                                                 |
| 2011                 | Great Expectations              | Miss Havisham                       | 3 episodios                                                 |
| 2013–2016            | The Fall                        | Stella Gibson                       | 17 episodios; también productora ejecutiva                  |
| 2013–2015            | Hannibal                        | Bedelia Du Maurier                  | 15 episodios                                                |
| 2014                 | Crisis                          | Meg Fitch                           | 10 episodios                                                |
| 2014                 | Robot Chicken                   | Hada madrina / Fiona (voz)          | Episodio: «Up, Up, and Buffet»                              |
| 2014                 | National Theatre Live           | Blanche DuBois                      | Episodio: «A Streetcar Named Desire»                        |
| 2015                 | The Widowmaker                  | Narradora                           | Voz Documental                                              |
| 2016                 | War & Peace                     | Anna Pavlovna Scherer               | 4 episodios                                                 |
| 2017                 | Ronja, la hija del bandolero    | Narradora (voz)                     | 26 episodios                                                |
| 2017                 | American Gods                   | Media                               | 4 episodios                                                 |
| 2019–2023            | Sex Education                   | Jean Milburn                        | 32 episodios                                                |
| 2020                 | The Crown                       | Margaret Thatcher                   | 6 episodios                                                 |
| 2021                 | The Great                       | Juana Isabel de Holstein-Gottorp    | 2 episodios                                                 |
| 2022                 | The First Lady                  | Eleanor Roosevelt                   | 10 episodios                                                |

### Videojuegos
| Año  | Título                       | Rol                                                                     |
| ---- | ---------------------------- | ----------------------------------------------------------------------- |
| 1996 | Hellbender                   | E.V.E. (Enhanced Virtual Entity) (en español: Entidad virtual mejorada) |
| 1998 | The X-Files Game             | Dana Scully                                                             |
| 2004 | The X-Files: Resist or Serve | Dana Scully                                                             |
| 2020 | Squadron 42                  | Capitana Rachel MacLaren                                                |

### Videos musicales
| Año  | Canción    | Artista                        | Director     |
| ---- | ---------- | ------------------------------ | ------------ |
| 1997 | «Extremis» | Hal featuring Gillian Anderson | David McNabb |

### Teatro
| Año       | Título                                      | Rol            | Director         | Dramaturgo(a)                   | Teatro                                                   |
| --------- | ------------------------------------------- | -------------- | ---------------- | ------------------------------- | -------------------------------------------------------- |
| 1983      | Arsenic and Old Lace                        | Oficial Brophy | —                | Joseph Kesselring               | City High School, Grand Rapids, Michigan                 |
| 1990      | A Flea in Her Ear                           | Eugenie        | —                | Georges Feydeau                 | The Theatre School, DePaul University, Chicago, Illinois |
| 1991      | Absent Friends                              | Evelyn         | Lynne Meadow     | Alan Ayckbourn                  | Manhattan Theatre Club, Nueva York                       |
| 1992      | The Philanthropist                          | Celia          | Gordon Edelstein | Christopher Hampton             | Long Wharf Theatre, New Haven, Connecticut               |
| 1999–2000 | The Vagina Monologues                       | —              | Eve Ensler       | Eve Ensler                      | Los Ángeles & Londres                                    |
| 2002–2003 | What The Night Is For                       | Melinda Metz   | John Caird       | Michael Weller                  | Comedy Theatre, Londres                                  |
| 2004      | The Sweetest Swing in Baseball              | Dana Fielding  | Ian Rickson      | Rebecca Gilman                  | Royal Court Theatre, Londres                             |
| 2009      | A Doll's House                              | Nora Vaughan   | Kfir Yefet       | Henrik Ibsen                    | Donmar Warehouse, Londres                                |
| 2010      | We Are One: A celebration of tribal peoples | —              | Mark Rylance     | Joanna Eede (autor)             | Apollo Theatre, Londres                                  |
| 2013      | Letters Live                                | —              | —                | —                               | The Tabernacle, Notting Hill, Londres                    |
| 2014      | A Streetcar Named Desire                    | Blanche DuBois | Benedict Andrews | Tennessee Williams              | Young Vic, Londres                                       |
| 2016      | Letters Live                                | —              | —                | —                               | Freemasons' Hall, Londres                                |
| 2016      | A Streetcar Named Desire                    | Blanche DuBois | Benedict Andrews | Tennessee Williams              | St. Ann's Warehouse, Ciudade de Nueva York               |
| 2016      | Letters Live                                | —              | —                | —                               | Freemasons' Hall, Londres                                |
| 2019      | All About Eve                               | Margo Channing | Ivo van Hove     | Mary Orr / Joseph L. Mankiewicz | Noël Coward Theatre                                      |

### Radio
| Año  | Título                 | Rol          | Canal       |
| ---- | ---------------------- | ------------ | ----------- |
| 2007 | 84, Charing Cross Road | Helene Hanff | BBC Radio 4 |

## Premios y nominaciones

### Premios Emmy
| Año  | Categoría                                       | Serie o miniserie | Resultado |
| ---- | ----------------------------------------------- | ----------------- | --------- |
| 1996 | Mejor actriz - Serie dramática                  | The X-Files       | Nominada  |
| 1997 | Mejor actriz - Serie dramática                  | The X-Files       | Ganadora  |
| 1998 | Mejor actriz - Serie dramática                  | The X-Files       | Nominada  |
| 1999 | Mejor actriz - Serie dramática                  | The X-Files       | Nominada  |
| 2006 | Mejor actriz - Miniserie o telefilme            | Bleak House       | Nominada  |
| 2011 | Mejor actriz de reparto - Miniserie o telefilme | Any Human Heart   | Nominada  |
| 2021 | Mejor actriz de reparto - Serie dramática       | The Crown         | Ganadora  |

### Premios Globo de Oro
| Año  | Categoría                                               | Serie       | Resultado |
| ---- | ------------------------------------------------------- | ----------- | --------- |
| 1995 | Mejor actriz de serie de televisión - Drama             | The X-Files | Nominada  |
| 1996 | Mejor actriz de serie de televisión - Drama             | The X-Files | Ganadora  |
| 1997 | Mejor actriz de serie de televisión - Drama             | The X-Files | Nominada  |
| 1998 | Mejor actriz de serie de televisión - Drama             | The X-Files | Nominada  |
| 2004 | Mejor actriz de miniserie o telefilme                   | Bleak House | Nominada  |
| 2020 | Mejor actriz de reparto de serie, miniserie o telefilme | The Crown   | Ganadora  |

### Premios del Sindicato de Actores
| Año  | Categoría                           | Serie       | Resultado |
| ---- | ----------------------------------- | ----------- | --------- |
| 1996 | Mejor actriz de televisión - Drama  | The X-Files | Ganadora  |
| 1997 | Mejor actriz de televisión - Drama  | The X-Files | Ganadora  |
| 1998 | Mejor actriz de televisión - Drama  | The X-Files | Nominada  |
| 1999 | Mejor actriz de televisión - Drama  | The X-Files | Nominada  |
| 2000 | Mejor actriz de televisión - Drama  | The X-Files | Nominada  |
| 2001 | Mejor actriz de televisión - Drama  | The X-Files | Nominada  |
| 2021 | Mejor actriz de televisión - Drama  | The Crown   | Ganadora  |
| 2021 | Mejor reparto de televisión - Drama | The Crown   | Ganadora  |

### Premios BAFTA
| Año  | Categoría                  | Miniserie       | Resultado |
| ---- | -------------------------- | --------------- | --------- |
| 2005 | Mejor actriz de televisión | Bleak House     | Nominada  |
| 2011 | Mejor actriz de reparto TV | Any Human Heart | Nominada  |

### Premios Laurence Olivier
| Año  | Categoría    | Obra                     | Resultado |
| ---- | ------------ | ------------------------ | --------- |
| 2010 | Mejor actriz | A Doll's House           | Nominada  |
| 2015 | Mejor actriz | A Streetcar Named Desire | Nominada  |
| 2019 | Mejor actriz | All About Eve            | Nominada  |

### Premios National Society of Film
| Año  | Categoría    | Película              | Resultado |
| ---- | ------------ | --------------------- | --------- |
| 2000 | Mejor actriz | La casa de la alegría | Ganadora  |

### Premios British Independent Film
| Año  | Categoría    | Película              | Resultado |
| ---- | ------------ | --------------------- | --------- |
| 2000 | Mejor actriz | La casa de la alegría | Ganadora  |

### Premios Village Voice Film Poll
| Año  | Categoría                   | Película              | Resultado |
| ---- | --------------------------- | --------------------- | --------- |
| 2000 | Mejor actuación protagónica | La casa de la alegría | Ganadora  |

### Premios IFTA
| Año  | Categoría                  | Película        | Resultado |
| ---- | -------------------------- | --------------- | --------- |
| 2005 | Mejor actriz internacional | The Mighty Celt | Ganadora  |

### Premios Critics Choice Awards
| Año  | Categoría                                     | Miniserie          | Resultado |
| ---- | --------------------------------------------- | ------------------ | --------- |
| 2012 | Mejor actriz en una miniserie                 | Great Expectations | Nominada  |
| 2018 | Mejor actriz de reparto en una serie de drama | American Gods      | Nominada  |
| 2021 | Mejor actriz de reparto en una serie de drama | The Crown          | Ganadora  |

### Premios Theatre World
| Año  | Categoría         | Obra           | Resultado |
| ---- | ----------------- | -------------- | --------- |
| 1991 | Actriz revelación | Absent Friends | Ganadora  |

### Premios Evening Standard Theatre
| Año  | Categoría                                     | Obra                     | Resultado |
| ---- | --------------------------------------------- | ------------------------ | --------- |
| 2014 | Premio "Natasha Richardson" a la mejor actriz | A Streetcar Named Desire | Ganadora  |

Otros premios
- Premio CineMerit - Festival de Cine de Múnich (2025)[34]

## Trabajos publicados
- Anderson, Gillian & Nadel, Jennifer (2017). WE: A Manifesto for Women Everywhere. New York: Simon & Schuster. ISBN 978-1-5011-2627-7. (US) / HarperCollins. ISBN 978-0-00-814793-8. (UK)
- Anderson, Gillian & Rovin, Jeff (2014). A Vision of Fire. The Earthend Saga No. 1. New York: Simon & Schuster. ISBN 978-1-4767-7652-1.
- Anderson, Gillian & Rovin, Jeff (2015). A Dream of Ice. The EarthEnd Saga No. 2. New York: Simon & Schuster. ISBN 978-1-4767-7655-2.
- Anderson, Gillian & Rovin, Jeff (2016). The Sound of Seas. The EarthEnd Saga No. 3. New York: Simon & Schuster. ISBN 978-1-4767-7659-0
- Want. Anderson, Gillian & anonymous contributors (2024). ISBN 9781526680570 [1]